# Obernkirchen
Obernkirchen is een kleine stad in de Duitse deelstaat Nedersaksen, en maakt deel uit van het Landkreis Schaumburg.
Obernkirchen telt 9.240 inwoners.

## Indeling van de gemeente

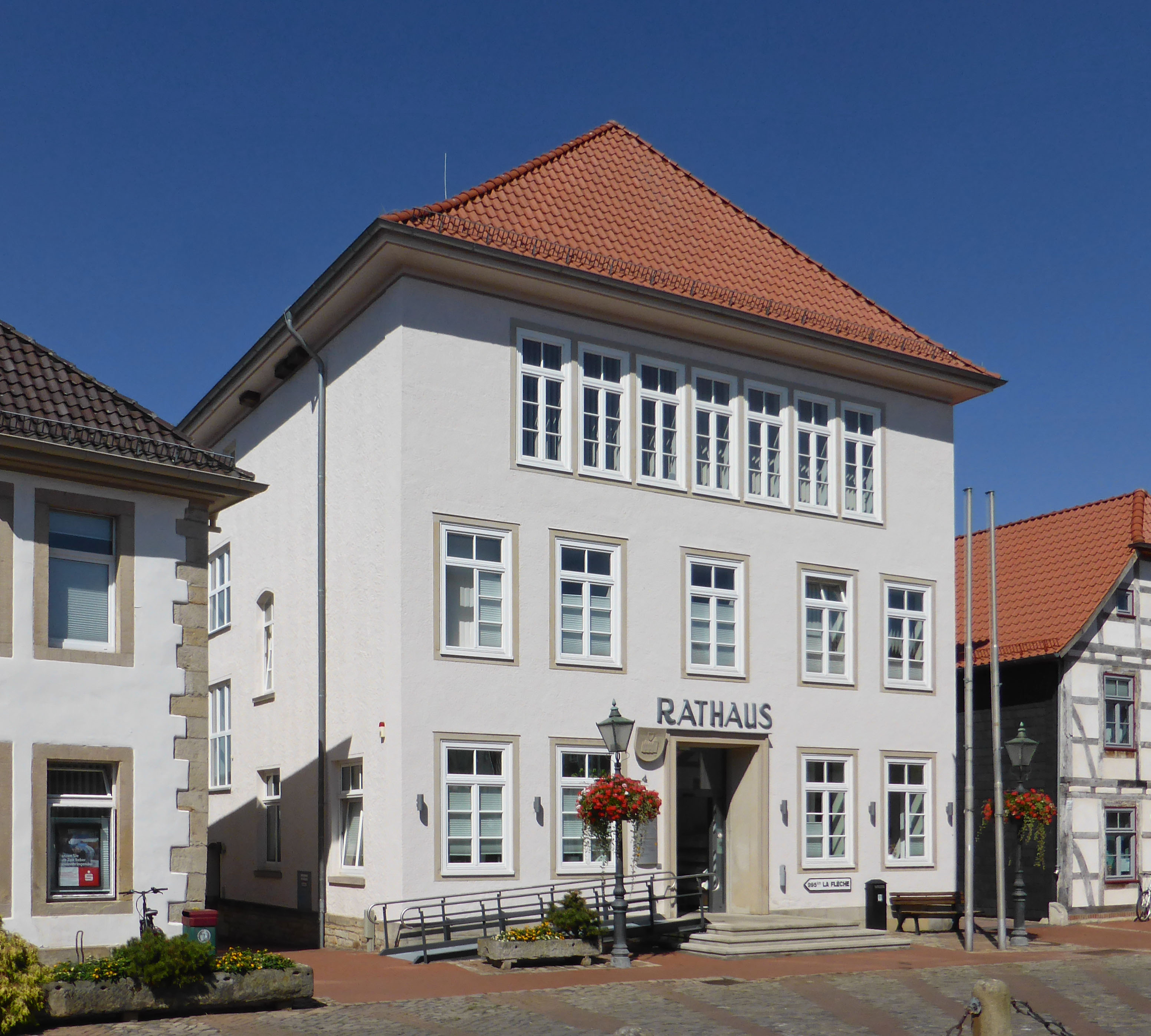
Stadhuis van Obernkirchen

- Kernstadt Obernkirchen
- Ortsteile: 
  - Gelldorf, ten noorden van de stad, doorsneden door de B65, met ruim 800 inwoners
  - Krainhagen, ten zuidwesten van de stad, tegen het naburige Bad Eilsen aan; circa 1.200 inwoners
  - Vehlen, ten westen van de stad, in de richting van Bückeburg; ruim 1.200 inwoners
- Ortschaft: Röhrkasten, ten zuidwesten van de stad, aan de spoorlijn; bijna 300 inwoners.

## Ligging en infrastructuur

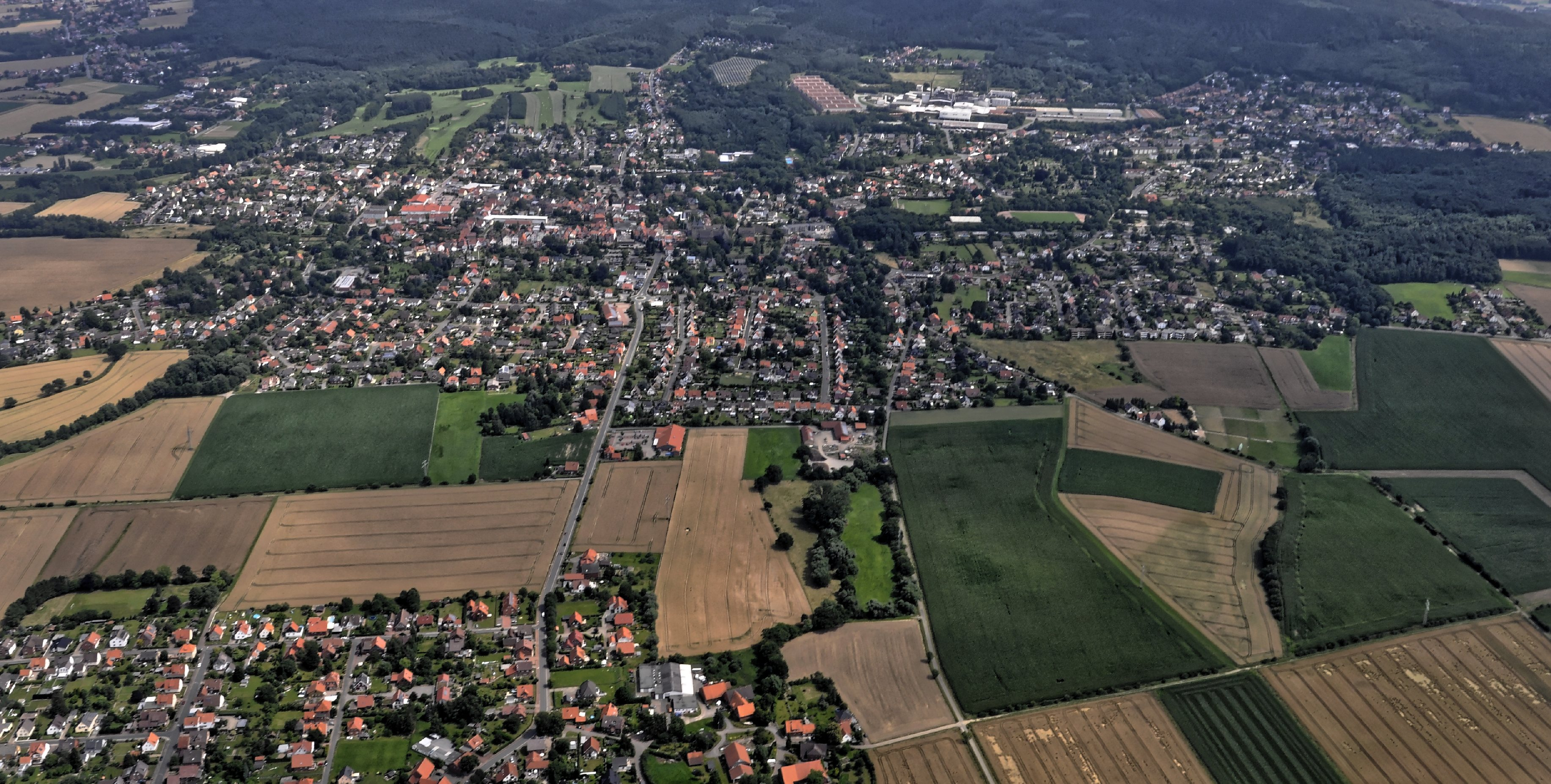
Luchtfoto van de stad. Bovenaan, iets rechts van het midden, de glasfabriek en de heuvel Bückeberg.
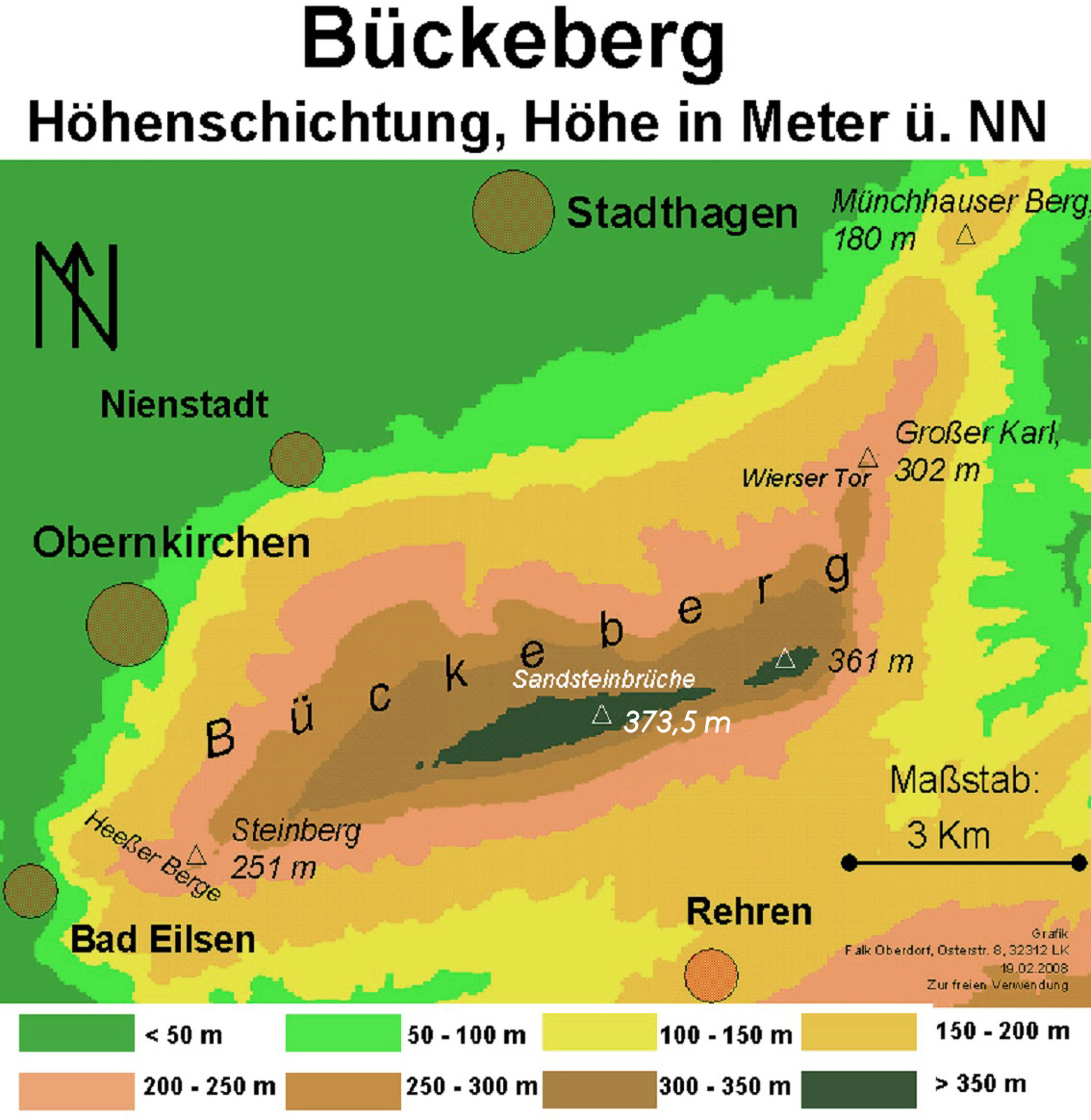
De heuvelrug Bückeberg
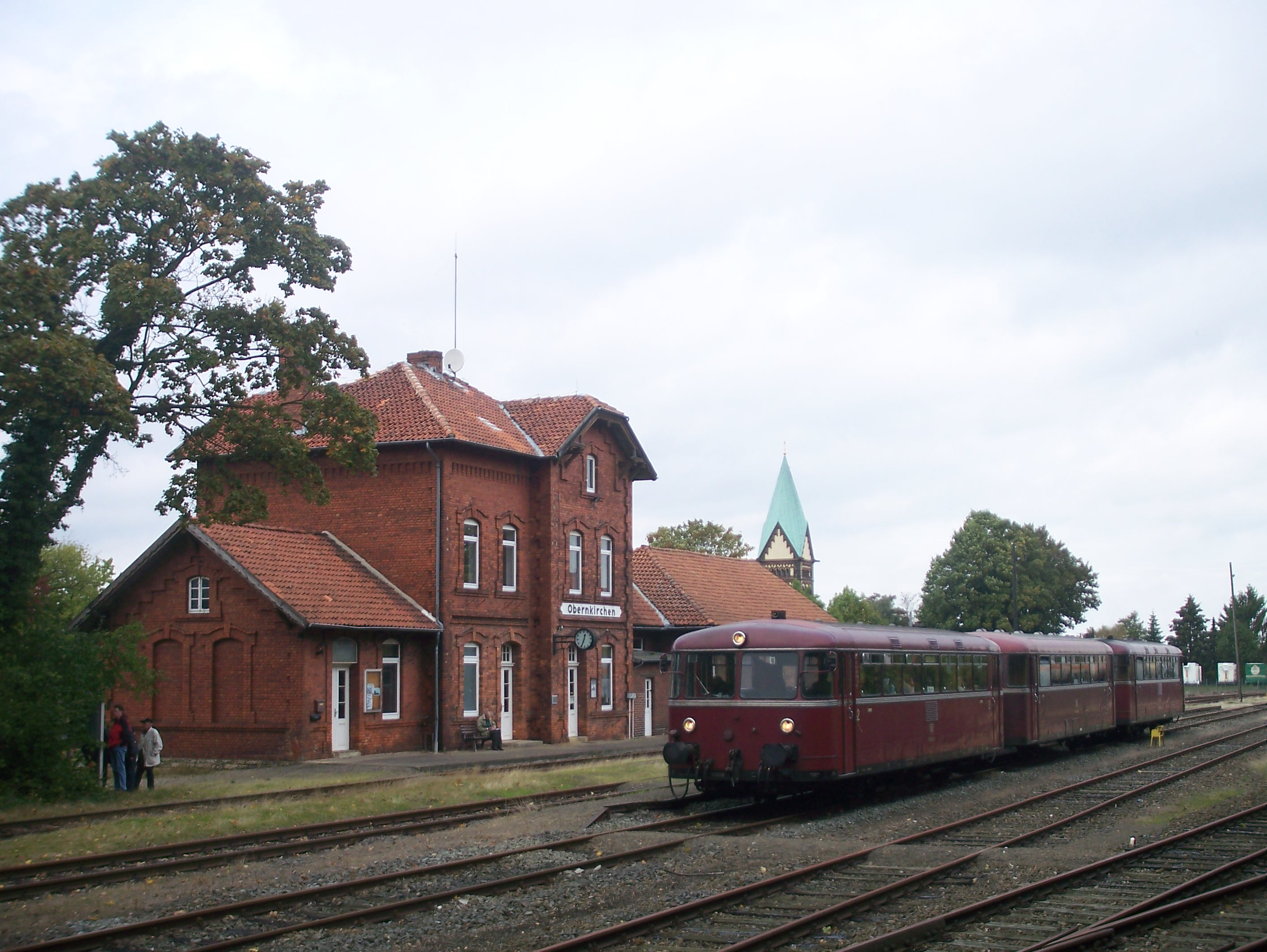
Station Obernkirchen met historische railbus

Obernkirchen ligt te midden van tot het Wezerbergland behorende heuvelruggen, waaronder de Bückeberg ten oosten van de plaats. 

### Buurgemeentes
- In het noordoosten en oosten: Stadthagen
- In het zuiden en zuidoosten: diverse dorpen in de gemeente Auetal
- In het zuidwesten: Buchholz, Heeßen, Bad Eilsen en Ahnsen, behorend tot de Samtgemeinde Eilsen
- In het westen: Bückeburg
- In het noorden: Seggebruch, Nienstädt en Helpsen, in de Samtgemeinde Nienstädt.

### Infrastructuur
Door het noorden en westen van de gemeente loopt de belangrijkste verkeersweg van Obernkirchen, de Bundesstraße 65.
Ten zuiden van Obernkirchen en Bad Eilsen loopt, in west-oost-richting, de autosnelweg A2. Afrit 35 van deze Autobahn ligt vlakbij Luhden, gemeente Bad Eilsen; de Autobahn kruist hier de van noordwest naar zuidoost lopende Bundesstraße 83 of B83. Ten westen van Obernkirchen, in Bückeburg, takt deze B83 van de B65 af.
Door de gemeente loopt sinds 1900 een spoorlijn, die tot 1961 belangrijk was voor met name transport van gedolven steenkool en zandsteen uit mijnen bij Obernkirchen. Deze 20 km lange spoorlijn Rinteln-Stadthagen wordt sinds 1965 niet meer voor regulier reizigersvervoer gebruikt. Het is een goederen- en museumspoorlijn. Twee verschillende organisaties, waarvan er één over een stoomtrein beschikt (Dampfeisenbahn), verzorgen van tijd tot tijd toeristische ritten, waarbij ook het station van Obernkirchen wordt aangedaan. Dichtbij dit station is verder een halteplaats voor bussen, waaronder enkele streekbussen naar omliggende plaatsen. Vanuit Station Rinteln of Station Stadthagen kan men dan verder per trein reizen. Verder openbaar vervoer te Obernkirchen is beperkt tot een bescheiden lokale belbusdienst. Ongeveer 6 km ten noorden van Obernkirchen, aan de spoorlijn tussen Bückeburg en Stadthagen, halverwege deze stadjes, staat bij het dorp Helpsen het station Kirchhorsten. Dit is de dichtst bij Obernkirchen gelegen stopplaats voor passagierstreinen.

## Economie
Obernkirchen heeft een lange traditie op het gebied van mijnbouw en industrie. 
- Reeds sinds 1167 wordt in een steengroeve 4 km ten oosten van de stad de Obernkirchener zandsteen gewonnen.
- Het Ierse concern Ardagh bezit aan de oostkant van Obernkirchen een grote glasfabriek, waar vooral glazen drankflessen gemaakt worden. Ook bezit dit concern in de stad een fabriek (v/h fa. Heye International), die machines en installaties voor de glasfabricage bouwt. De familie Heye was reeds in 1799 actief in de fabricage van glas.
- In de stad staat een in 1853 opgerichte fabriek van pompen voor industriële toepassingen, die tot het Amerikaanse concern ITT Corporation behoort.

In stadsdeel Vehlen staat een groot, veelzijdig streekziekenhuis (Klinikum Schaumburg) met 437 bedden. Dit bedient mede de omliggende stadjes Rinteln, Bückeburg en Stadthagen, die geen groot eigen ziekenhuis bezitten. Met ongeveer duizend personeelsleden is dit ziekenhuis een van de grootste werkgevers van Obernkirchen.
Door de ligging nabij het natuurschoon van het Wezerbergland en nabij een kuuroord (Bad Eilsen) is er ook sprake van enig toerisme.

## Zangkoren
De stadjes Bückeburg en Obernkirchen zijn wereldwijd bij muziekliefhebbers bekend geworden door hun zangkoren.
In 1949 werd in  Obernkirchen door de dames Edith Möller en Erna Pielsticker het, voor een deel uit oorlogsweeskinderen bestaande,  kinder- en jeugdkoor Schaumburger Märchensänger opgericht. Een oudere broer van Edith, Friedrich Wilhelm Möller, was een veelzijdig musicus en had zich direct na de Tweede Wereldoorlog met zijn muziek populair gemaakt bij de Britse bezettingstroepen. Het zangkoor voerde muzikale bewerkingen van sprookjes uit, en bereikte al spoedig een hoog artistiek niveau, wat leidde tot succesvolle optredens in o.a. Engeland (vanaf 1949), en, in juli 1953, bij de internationale Eisteddfod in Llangollen, Wales. Daar zong het koor, onder de naam Obernkirchen Children’s Choir als toegift een (door F.W. Möller van een nieuwe, vrolijke melodie en een vrolijk refrein voorziene) versie van het volksliedje Der fröhliche Wanderer, dat later in het Engels als The happy wanderer bekend werd. Het koor uit Obernkirchen won het zangkoorconcours, en o.a. door de live-radiouitzendingen door de BBC en een opname van het liedje op een 78-toeren-grammofoonplaat, toen nog een standaard-geluidsdrager, werd de uitvoering (in het Duits!) van dit liedje een hit. De Schaumburger Märchensänger waren op slag wereldberoemd geworden. Er volgden in de jaren tot 1975 tournees door o.a. de Verenigde Staten en optredens in het bijzijn van belangrijke staatshoofden en in tv-programma's zoals de bekende Amerikaanse Ed Sullivan Show.
Met de opbrengsten van de optredens kon het koor, waarvan veel leden geen eigen dak boven het hoofd hadden, omstreeks 1956 verhuizen naar een gebouwencomplex met eigen zang- en muziekschool in de naburige stad Bückeburg. Na de dood van dirigente Edith Möller in 1975 ontstonden, soms conflictueuze, discussies over de toekomst van het koor. Dit leidde tot twee afsplitsingen. Maar de Schaumburger Märchensänger bestaan nog steeds met twee kinderkoren, een jongerenkoor (14-24-jarigen) en een veelzijdige muziekschool, met de nadruk op een klassiek, jazz-, folk- en volksliedjesrepertoire.
De eerste afsplitsing was het in 1975 opgerichte, en inmiddels statutair naar Obernkirchen verhuisde, Schütte-Chor, dat naar de oprichter en dirigent/manager Jürgen Schütte heet. Het koor voert naast klassiek repertoire onder andere gospelmuziek en negrospirituals uit. Er worden contacten met musici uit Tanzania onderhouden. Het Schütte-Chor treedt vaak op in het sticht van Obernkirchen en kasteel Bückeburg. Ook dit koor behaalde, met name in de periode tot 2008, enige grote, internationale successen.
De tweede afsplitsing, in 1980, deed het Schaumburger Jugendchor ontstaan, dat zich mede op zangonderricht in spelletjesvorm aan kleine kinderen vanaf 3 jaar richt. Ook het jongerenkoor (Konzertchor) van dit gezelschap heeft al diverse succesvolle optredens buiten Duitsland gekend. Het heeft geen eigen gebouwen e.d.; repetities vinden vaak in klaslokalen van basisscholen plaats. Het Schaumburger Jugendchor is officieel te Bückeburg gevestigd.

## Geschiedenis

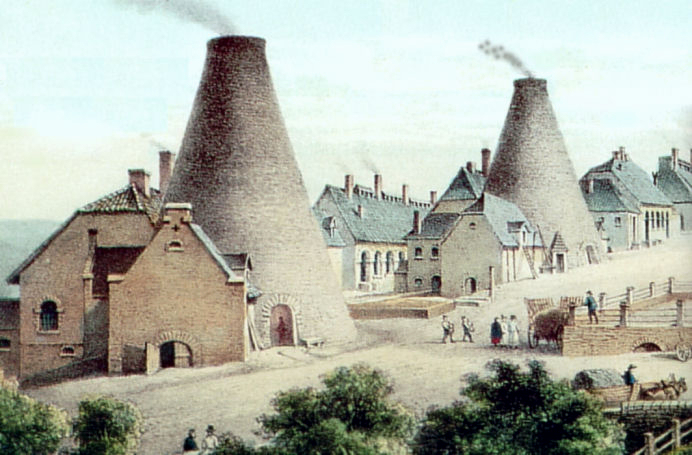
Glasfabricage anno 1860
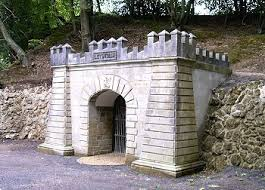
Ingang kolenmijn Liethstollen

## Galerij

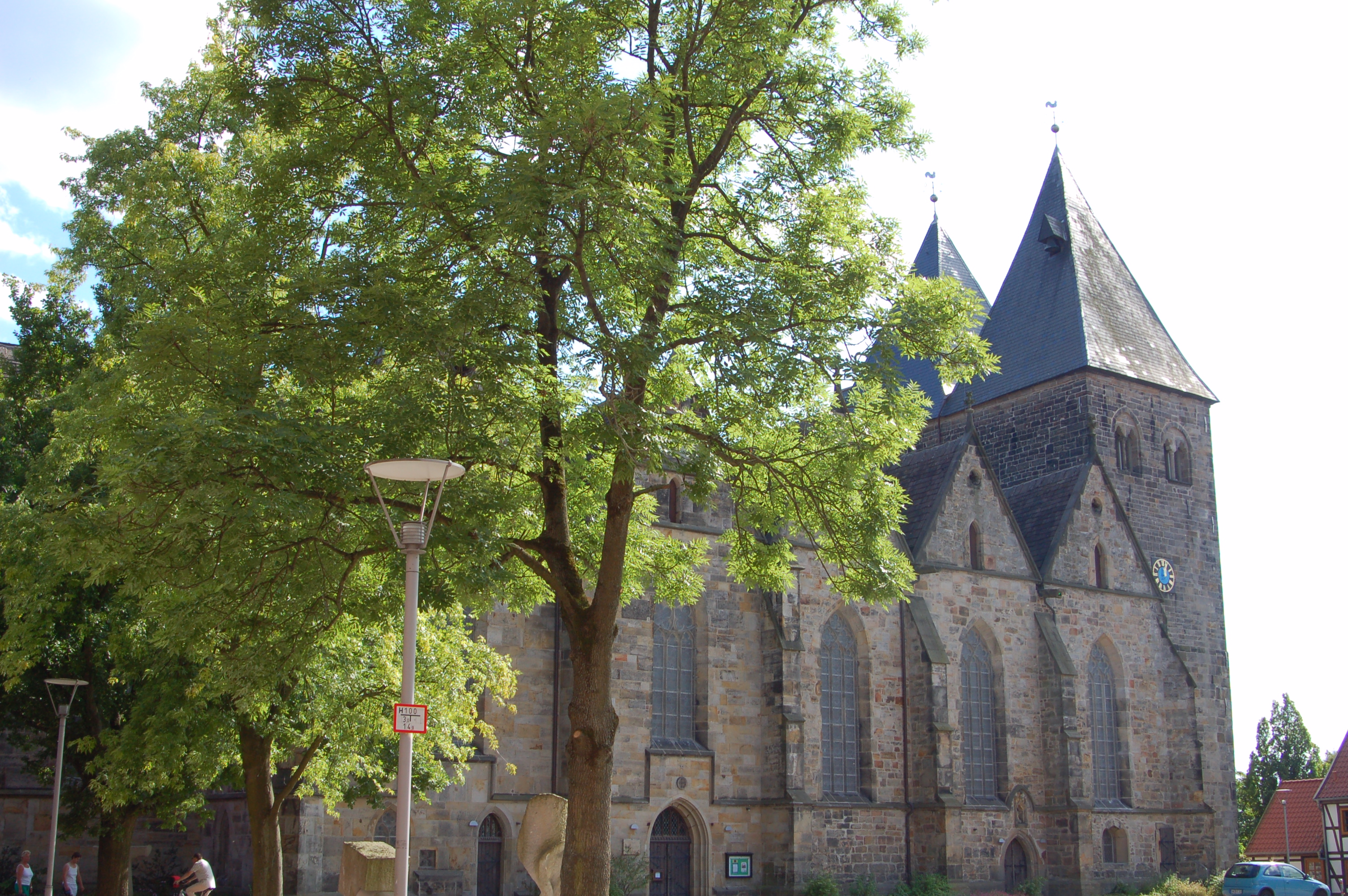
Evang.-lutherse stichtskerk (Mariakerk) te Obernkirchen
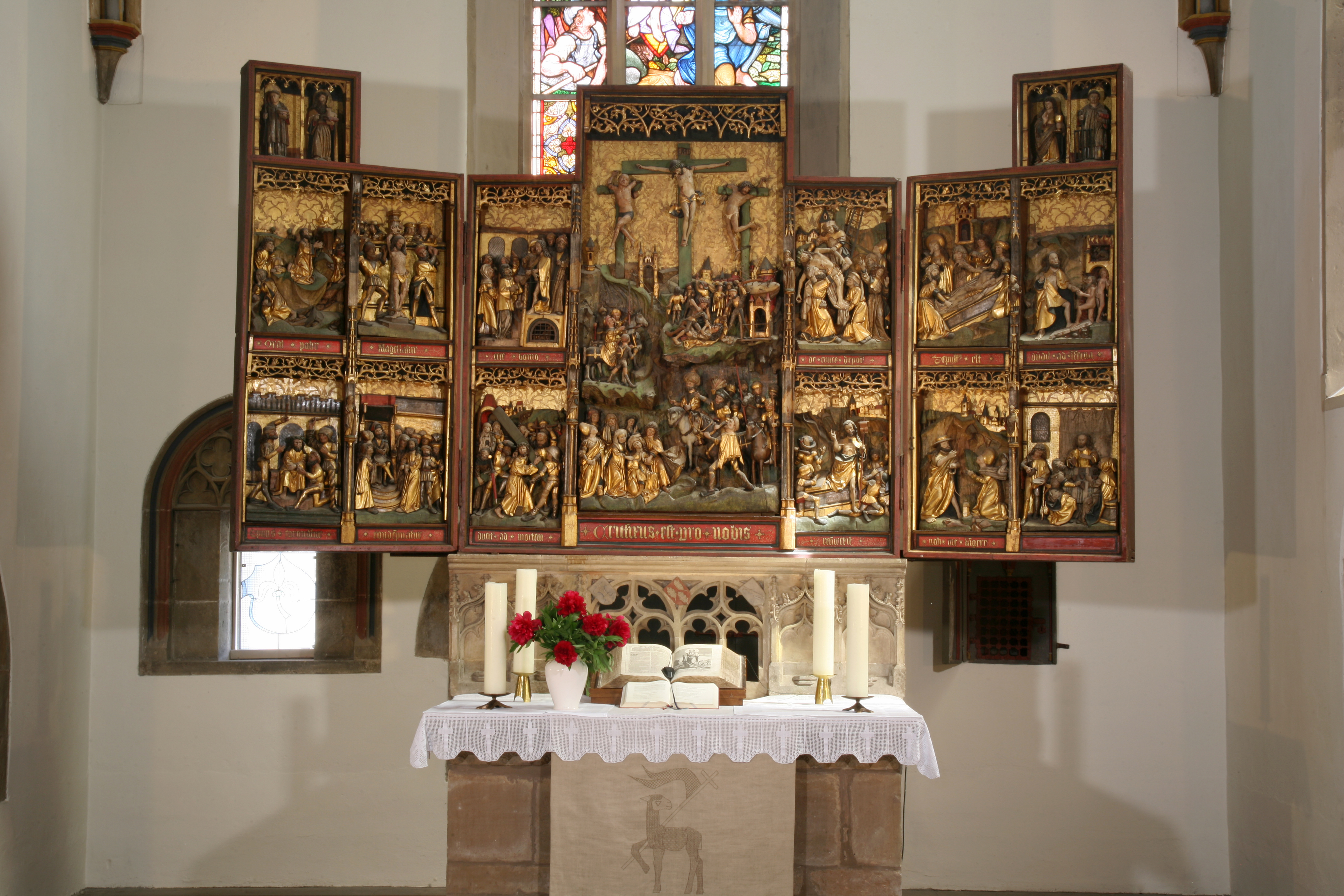
Altaarstuk in deze kerk (1496)
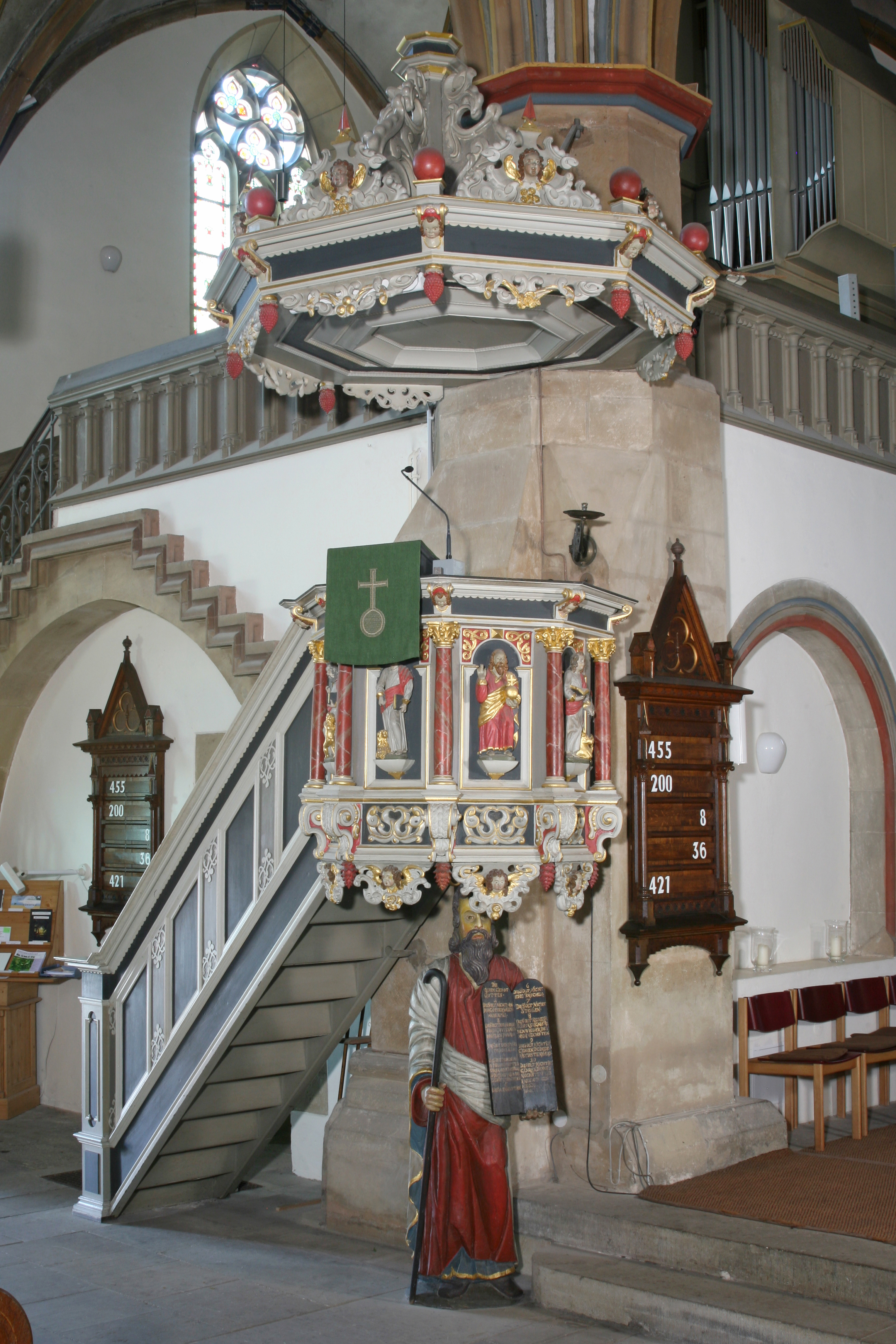
Kansel in deze kerk
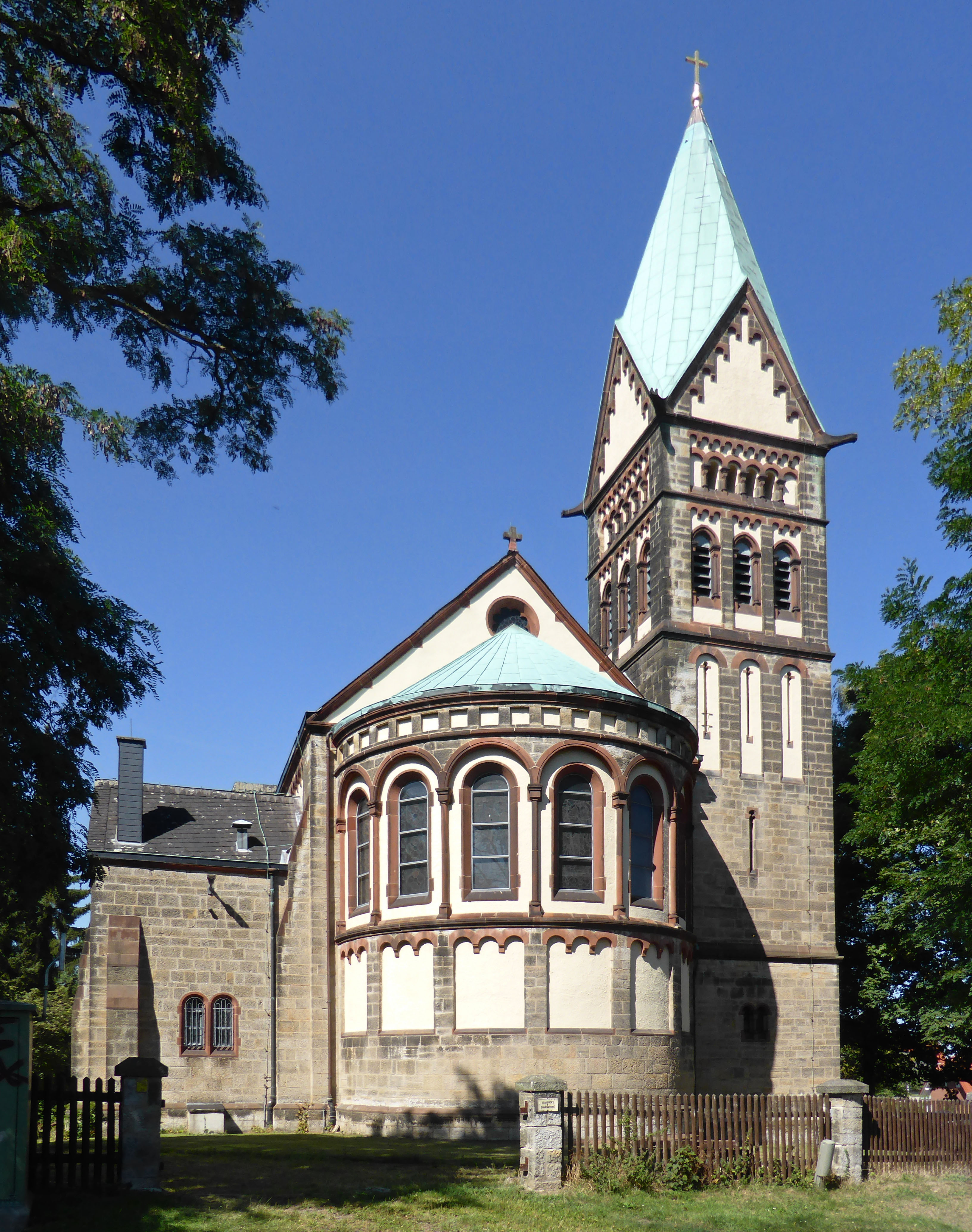
R.K. Sint-Jozefkerk (1908)
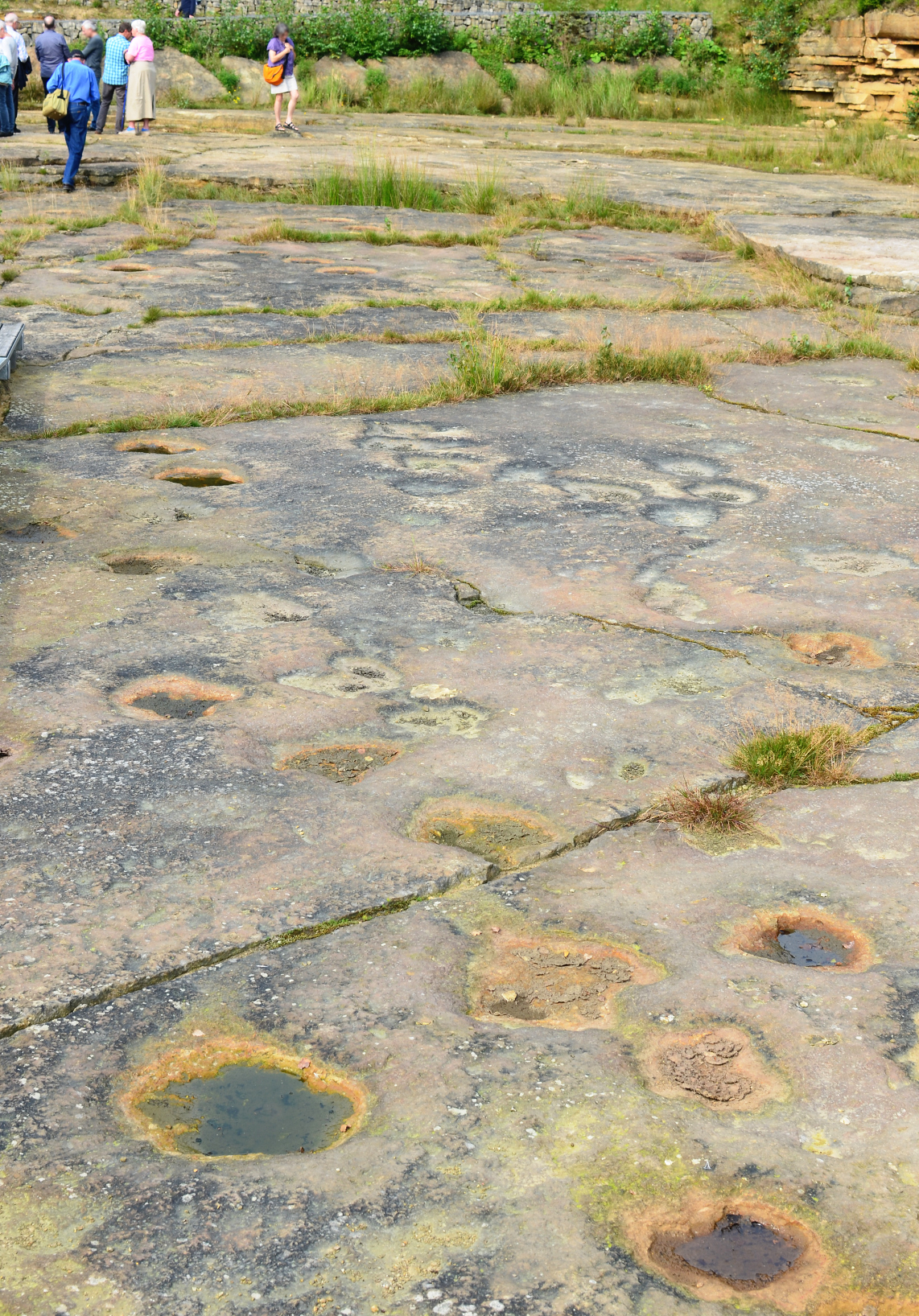
Sporen van dinosauriërs in de steengroeve op de Bückeberg
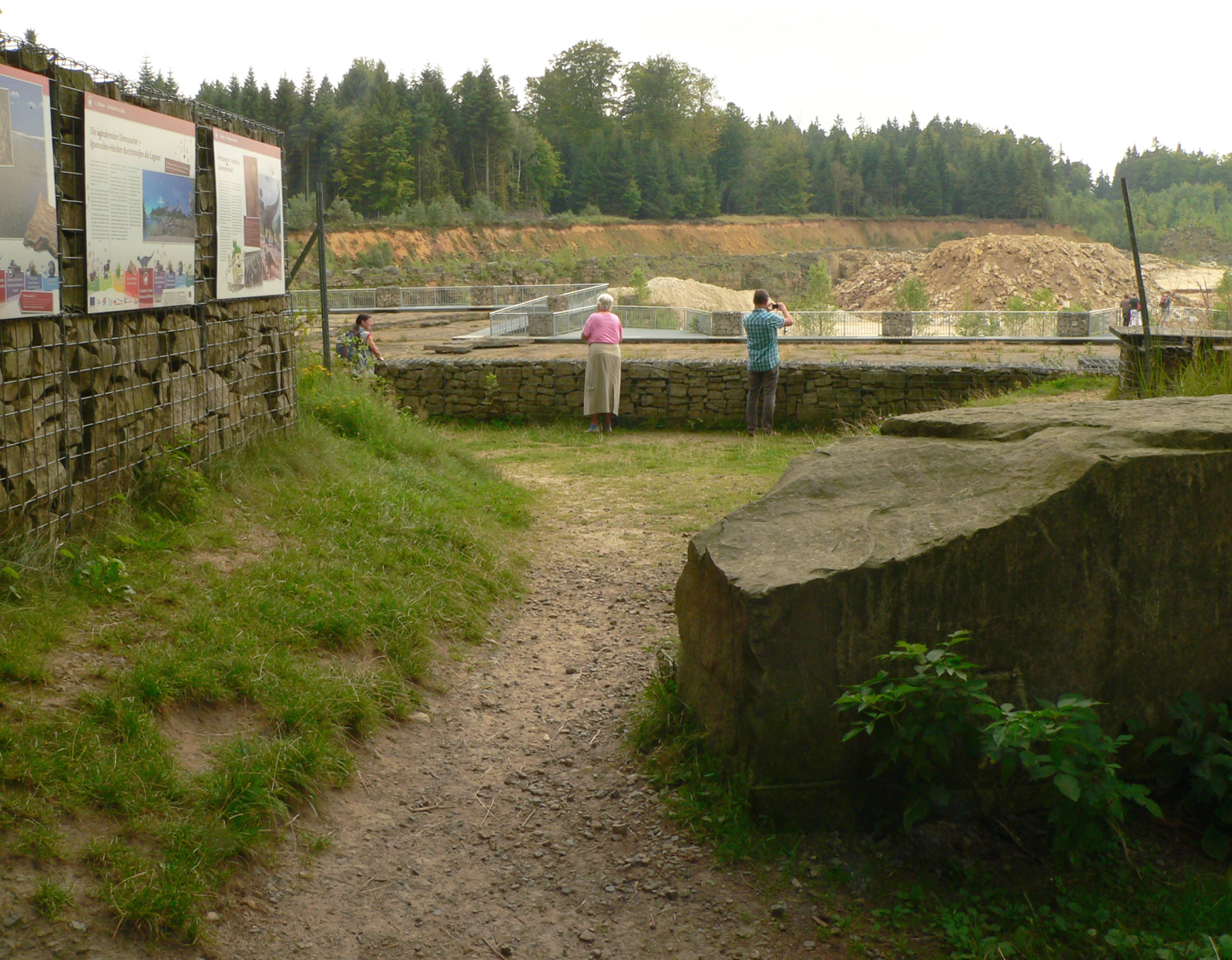
Ingang toegankelijk gedeelte zandsteengroeve, waar de dinosauriërsporen te zien zijn
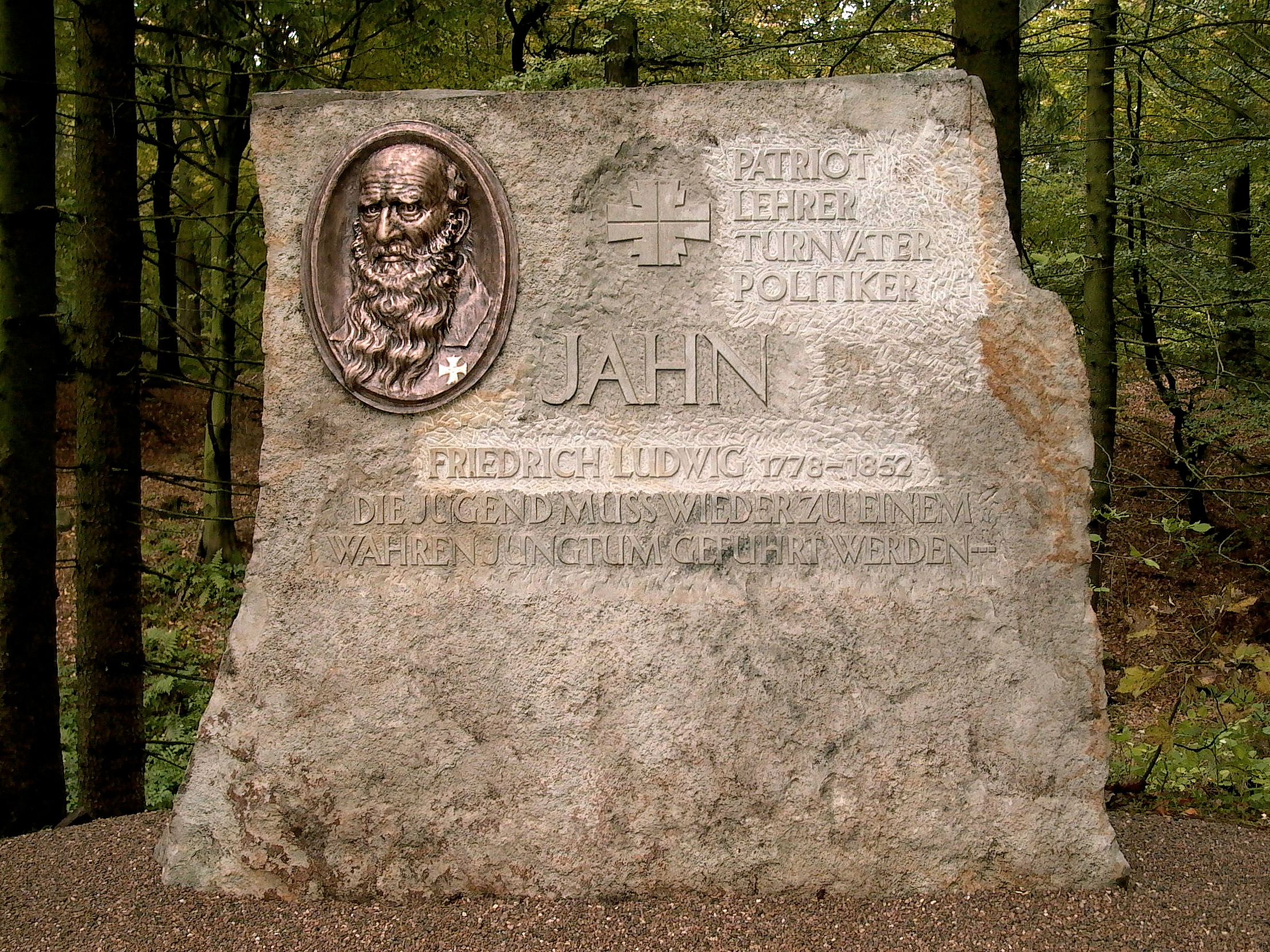
Monument Turnvater Jahn
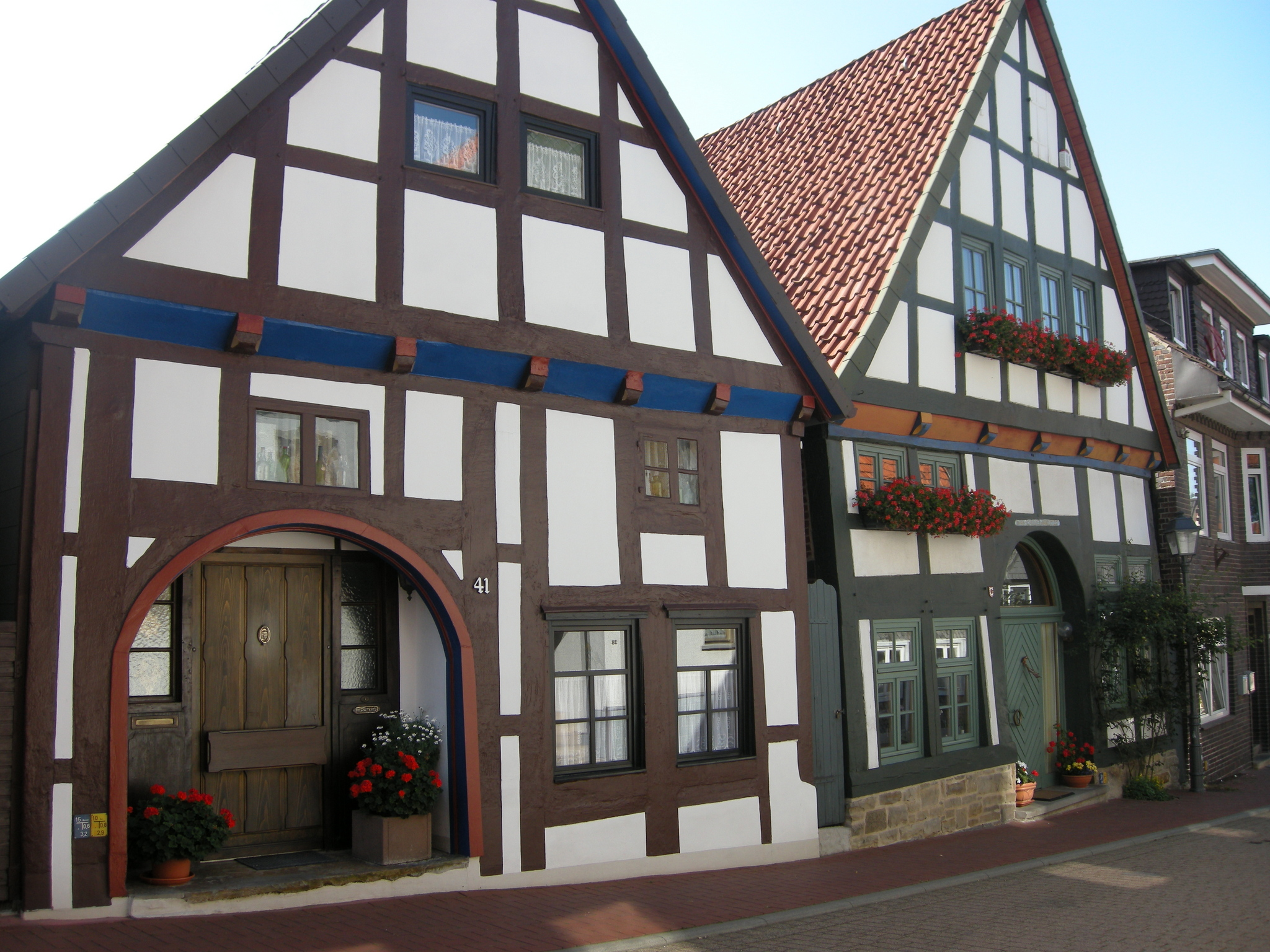
Lange Straße 41, een van de weinige bewaard gebleven oude vakwerkhuizen in de stad